# 火斑鸠
火斑鸠（學名：Streptopelia tranquebarica），又名红鸠或紅斑鳩，俗稱斑鴿、火鵻（臺灣話）、红鴿鵻、火鸪鹪，是一種小型的鳩鴿科斑鳩屬鳥類，主要分布於北緯10度以北的副熱帶與熱帶季風亞洲，常見於平原、草地成群覓食。分布于印度、尼泊尔、不丹、孟加拉、缅甸、中南半岛、臺灣、菲律宾以及中国大陆自华北以南各地、西抵四川、西藏、长江以北各地等地，主要栖息于开阔田野以及村庄附近。紅鳩的種名係指位於印度坦米爾納德邦的城鎮特蘭奎巴，為本種的模式產地。

## 体形
成年紅鳩体长约23 cm，是鸠鸽科中体形较小的一种。成年雄鸟颈部为青灰色，颈后有黑色颈环，翅膀、胸腹和肩背为红褐色，胸腹部羽毛颜色浅於肩背部。成年雌鸟全身灰褐色，与灰斑鸠类似，且体形比雄鸟略小，腿部为深褐色。

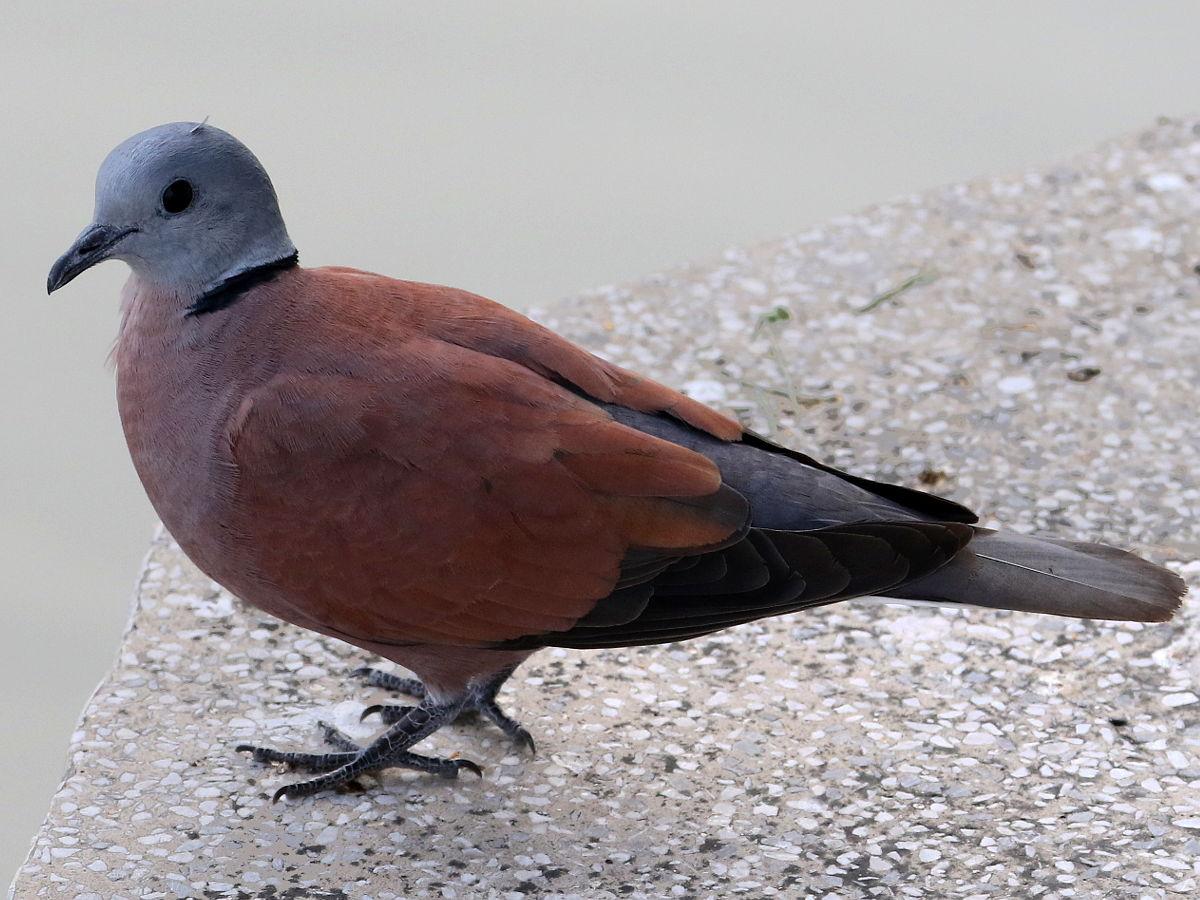
雄鳥。泰国

## 分布
紅鳩繁殖於中国中部和中亚東部，是一种留鸟，不过冬季有时也会群体性迁徙到印度、东南亚和台湾。

## 亚种
有兩個亞種:
- 火斑鸠普通亚种（学名：（Temminck, 1824））。分布于孟加拉、印度、经缅甸、中南半岛、东抵菲律宾以及中国大陆的自华北以南各地、西抵四川、西藏、长江以北等地。该物种的模式产地在孟加拉与菲律宾吕宋[5]。
- S. t. tranquebarica （Hermann, 1804） – 巴基斯坦、印度半島、尼泊爾西部。